# 國王陛下法院及審裁處事務局
國王陛下法院及審裁處事務局（英語：His Majesty's Courts and Tribunals Service）是英國政府行政機構，隸屬英國司法部。2011年4月1日，英國將原國王陛下法院事務局和審裁處事務局合併而成立新的法院及審裁處事務局。
該機構負責英格蘭和威爾斯的法院、遺產承辦處和審裁處以及蘇格蘭和北愛爾蘭的非下放審裁處之行政管理工作。事務局工作分布在英國國內大約600個地點。

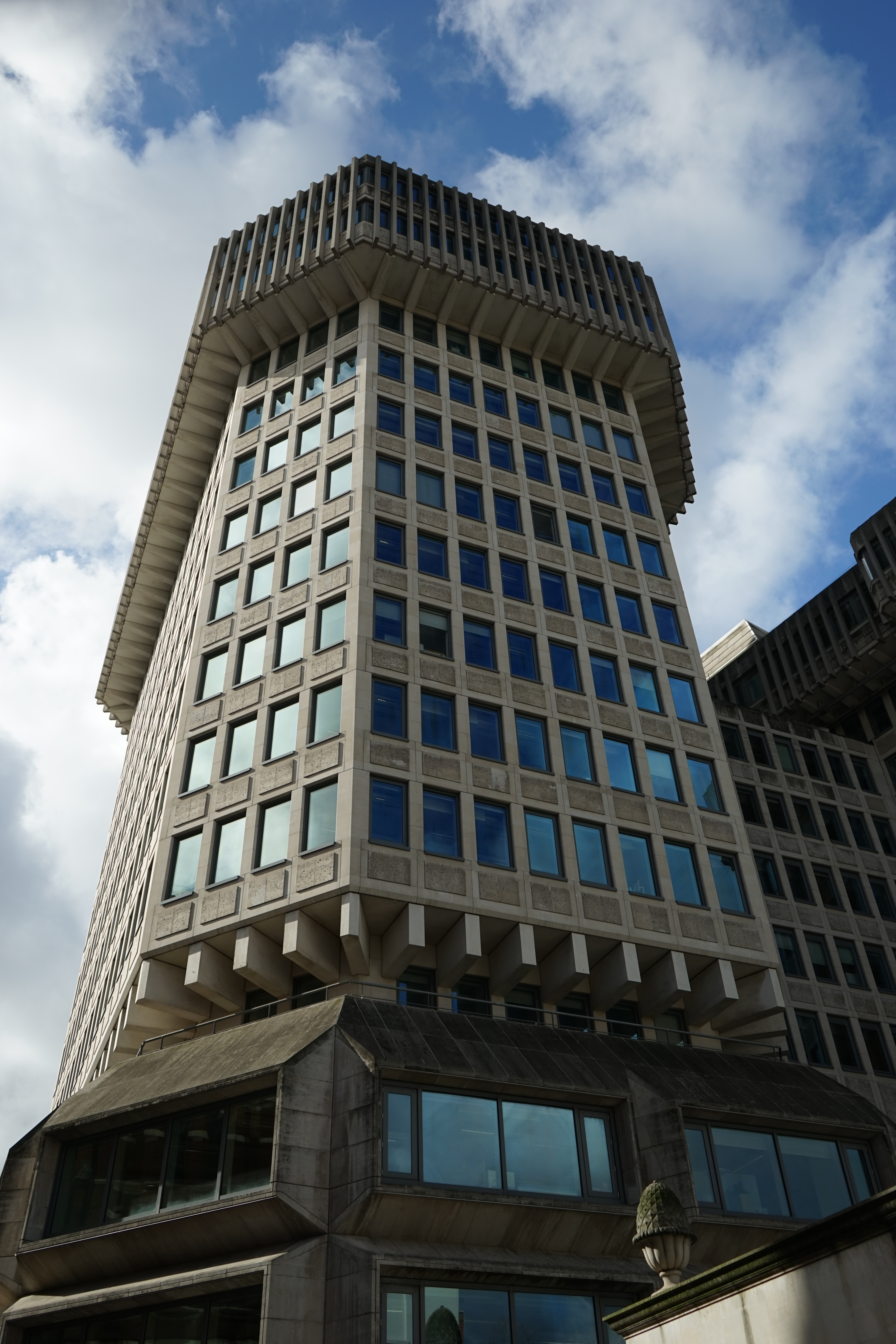
102 Petty France大廈，位於英國倫敦西敏市小法國街102號，目前是英國司法部和國王陛下法院及審裁處事務局的辦公地點。

## 職能
事務局的職責是確保法院及審裁處系統能高效運作，維護法治彰顯和向所有人提供公正的司法服務。局方所負責的法院包括上訴法院、高等法院、皇室法院、裁判法院和郡法院。
在審裁處方面，事務局負責所有初級審裁處及高級審裁處的內庭、勞資審裁處、特別入境上訴委員會和被取締組織上訴委員會的行政運作事務。
英國最高法院的行政工作並不由事務局負責。英國最高法院院長會自行任命一位行政長官（Chief Executive）管理有關事務。

## 架構與運作
國王陛下法院及審裁處事務局運作上保持獨立，並成立了管理委員會（Board）負責管理及制定營運方針。管理委員會由三名司法官員及資深主審法官組成。另外，事務局行政長官負責該機構的每日行政運作，亦同時兼任事務局會計主任（Accounting Officer）。
根據《2003年法院法令》第1條和《2007年審裁處、法院和執行法令》第39條，大法官需要確保法院及審裁處司法系統高效運作，所以大法官要設立部門協助其執行此職務，並向國會負責。
事務局是個政府行政部門，而對等機構蘇格蘭法院及審裁處事務局卻是個非內閣部門。然而，作為一個獨立運作的機構並對各法官和大法官負有憲制責任的部門是英國政府中獨一無二的。事務局架構文件列明該局亦對英格蘭及威爾斯首席法官和資深審裁處庭長負責。這為該局於行政、財政和管理上帶來高效運作之效果。例如，如果事務局管理委員會不能達成一致，主席將把有關問題提交給大法官和首席法官作出決定。
在修改事務局的架構文件前，必須徵求各持份者的同意，並交由國會審議。此外，首席法官和資深審裁處庭長如認為雙方共管事務局不再切合其憲制地位或司法獨立，均有權提出終止與對方合作。此前，該人需向上議院和下議院提交報告，期間大法官以常規英國政府部門運作模式暫管事務局，直至大法官和首席法官雙方得出新的事務局管理模式或國會通過新的立法架構文件。

### 翻譯服務
事務局在2011年將法庭的語言翻譯服務外判給Capita翻譯及口譯公司。截至2016年，有超過2,600宗法院案件因欠缺足夠的口譯員而需休庭擇日再審。

## 歷任事務局行政長官
- Peter Handcock 2011 – 2015年1月 (previously Chief Executive of HMCS[8]
- Natalie Ceeney 2015年1月 – 2016年5月[9]
- Kevin Sadler 2016年5月 – 2016年11月 Interim Chief Executive[9]
- Susan Acland-Hood 自2016年11月起履新至今[10]

## 相關機構
- 英國司法部
- 蘇格蘭法院事務局（英语：Scottish Court Service）

## 外部連結
- 國王陛下法院及審裁處事務局網站（页面存档备份，存于）
- 國王陛下法院及審裁處事務局指引網站
- 英格蘭及威爾斯司法機構網站（页面存档备份，存于）
- 刑事與司法（英格蘭和威爾斯Directgov網）（页面存档备份，存于）